# Otoporpa
Genre
Otoporpa est un genre de narcoméduses (hydrozoaires) de la famille des Aeginidae.

## Liste d'espèces
Selon World Register of Marine Species (16 février 2019) :
- Otoporpa polystriata Hsu & Chang, 1978

## Publication originale
- (zh) Zhen-Zu Xu et Jin-biao Zhang, « On the Hydromedusae, Siphonophores and Scyphomedusae from the coast of the east Guangdong province and south Fujian province, China », Journal of Xiamen University (Natural Science), vol. 17, no 4,‎ avril 1978, p. 19-64 (ISSN 0438-0479, lire en ligne).